# Raymond Meylan
Raymond Meylan, né le 22 septembre 1924 à Onex et mort le 22 mars 2022 à Münchenstein, est un flûtiste et compositeur vaudois.

## Biographie
Raymond Meylan commence la flûte à l'âge de 11 ans. Il fait des études de mathématiques à Lausanne, où il obtient une licence en 1947 avant de se consacrer à la flûte. En 1948, il bénéficie d'une bourse de l'Association suisse des musiciens, qui lui permet de poursuivre ses études de flûte avec Marcel Moyse au Conservatoire de Paris. Il se parfait auprès de Ruggero Gerlin à Sienne de 1949 à 1951.
De 1948 à 1951, Raymond Meylan est membre du Stadtorchester Winterthur sous la direction de Hermann Scherchen et Victor Desarzens. Il devient ensuite flûte solo à l'Associazione Alessandro Scarlatti de Naples (1951 à 1954), aux Pomeriggi Musicali de Milan (1954 à 1958), enfin, de 1958 à 1970, au Radio-Orchester Beromünster de Zurich. De 1970 à 1989, il est flûtiste solo du Radio-Sinfonie-Orchester de Bâle. Durant sa retraite, il continue à donner de nombreux concerts et à former des élèves de tous les niveaux. Désireux de compléter sa formation, il s'inscrit en 1961 à l'université de Zurich où il étudie la musicologie avec Kurt von Fischer, le chant grégorien avec Pater Roman Bannwart OSB, les mathématiques avec Bartel Van den Waerden, et les sciences annexes de l'histoire avec Dietrich Schwarz. Il obtient en 1967 le grade de docteur ès lettres, et enseigne de 1968 à 1977 au séminaire de musicologie à l'université de Zurich.
On doit à Raymond Meylan un ouvrage sur la flûte traversière, paru en 1974 et traduit en italien, néerlandais, anglais et allemand : La flûte : les grandes lignes de son développement de la préhistoire à nos jours. Il est également compositeur et écrit plusieurs cadences, dont une pour le concerto pour hautbois de Mozart KV 314. Il s'est intéressé à l'ornementation improvisée de la musique baroque et a signé les Kadenzen und Verzierungsvorschläge zur konzertanten Oboenmusik des 18. Jahrhunderts.
Un fonds Raymond Meylan a été créé à la Bibliothèque cantonale et universitaire de Lausanne.

## Sources
1. ↑  « Meylan, Raymond », sur hls-dhs-dss.ch (consulté le 22 septembre 2023)

- « Raymond Meylan », sur la base de données des personnalités vaudoises sur la plateforme « Patrinum » de la Bibliothèque cantonale et universitaire de Lausanne.
- Revue musicale de Suisse romande, no 54/3, septembre 2001, p. 46-54
- Revue musicale suisse, no 6, juin 2006, p. 24
- Fonds Raymond Meylan de la BCU Lausanne